# Team Albert
Team Albert er en dansk film fra 2018 og den blev instrueret af Frederik Meldal Nørgaard.
Filmen vandt publikumsprisen ved Robert-uddelingen i 2019.

## Medvirkende
- Albert Dyrlund som Albert
- Laura Kjær som Ida
- Marcuz Jess Petersen som Toke
- Carla Philip Røder som Louise
- Rasmus Botoft som Torben
- Katrine Bach som Anette
- Asta Sundby som Freja
- Frederik Meldal Nørgaard som Henrik
- Andrea Vagn Jensen som Marianne
- Sicilia Gadborg som Alex